# Владимировка (Тыва)
Владимировка — село в Тандинском кожууне Республики Тыва. Административный центр и единственный населённый пункт Арыг-Бажинского сумона.
Код ОКАТО: 93240811001. Код ОКТМО: 93640411101. Почтовый индекс:668415.

## География
Селение основано у рек Сой, Арт-Узун-Хараган.
Географическое положение
Расстояние до:
районного центра Бай-Хаак: 62 км.
столицы республики Кызыл: 101 км.
Ближайшие населённые пункты
Ближайшие населенные пункты — Сой 5 км, Балгазын 9 км, Кызыл-Арыг (Кызларик) 10 км
климат
Владимировка, как и весь Тандинский кожуун, приравнена к районам Крайнего Севера.

## Население
| 2002 | 2010 | 2011 | 2012 | 2013 | 2014 | 2015 |
| ---- | ---- | ---- | ---- | ---- | ---- | ---- |
| 881  | ↘806 | ↗808 | ↘804 | ↗836 | ↗848 | ↗875 |
| 2016 | 2017 | 2018 | 2019 | 2020 | 2021 |      |
| ↗893 | ↗920 | ↗964 | ↘959 | ↗969 | ↗993 |      |

Национальный состав
Согласно результатам переписи 2002 года, в национальной структуре населения тувинцы составляли 68 %, русские 28 %

## Транспорт
автомобильный транспорт

## Инфраструктура
Школа МБОУ СОШ с. Владимировка, находится на ул Горького, 10

## Экономика
Туризм. Охота.